# Holub kropenatý
Holub kropenatý (Caloenas maculata) je druh holuba, s největší pravděpodobností již vyhynulý. Jeho první popis představil v roce 1783 John Latham, a to na základě dvou spatřených vzorků neznámého původu a rovněž jedné kresby. Vědecky druh popsal Johann Friedrich Gmelin roku 1789. Příbuzenské vztahy s ostatními holubovitými byly zpočátku nejisté, byť většinou byl tento druh sdružován s holubem nikobarským (C. nicobarica), a proto také veden v rámci rodu Caloenas. Jediný dochovaný exemplář dnes vlastní Světové muzeum v Liverpoolu. Mezinárodní svaz ochrany přírody holuba kropenatého jako platný vyhynulý druh klasifikuje teprve od roku 2008. Holub mohl pocházet z nějakého ostrova v jižním Tichém oceánu nebo v Indickém oceánu, podle některých hypotéz mohlo jít o totožného ptáka, jehož tahitští ostrované nazývali „titi“. Genetická analýza z roku 2014 potvrdila blízkou příbuznost s holubem nikobarským, a tím pádem i s drontovitými (Raphinae).
Dochovaný exemplář je 32 cm dlouhý a má velmi tmavé, nahnědlé opeření se zeleným leskem. Pera na krku jsou protáhlá, špičky většiny per na svrchních partiích a křídlech zdobí nažloutlá skvrna. Zobák je černý se žlutou špičkou, konec ocasu zdobí světlý proužek. Vzorek má poměrně krátké nohy a dlouhá křídla. Podle některých hypotéz mohl holubům na zobáku vyrůstat výrazný hrbol, pro což však neexistuje přímý důkaz. Na rozdíl od holuba nikobarského, jenž se zdržuje především na zemi, fyzické rysy holuba kropenatého svědčí spíše pro stromový život. Již v době evropské kolonizace jeho domoviny mohl tento špatně známý druh čelit riziku vyhynutí, přičemž na konečném vymizení mohl mít vliv nadměrný lov a predace ze strany zavlečených zvířat, možná kolem 20. let 19. století.